# Dònevila
Dònevila (francès Donneville) és un municipi occità, del Lauraguès en el Llenguadoc, situat al departament de l'Alta Garona i a la regió d'Occitània.

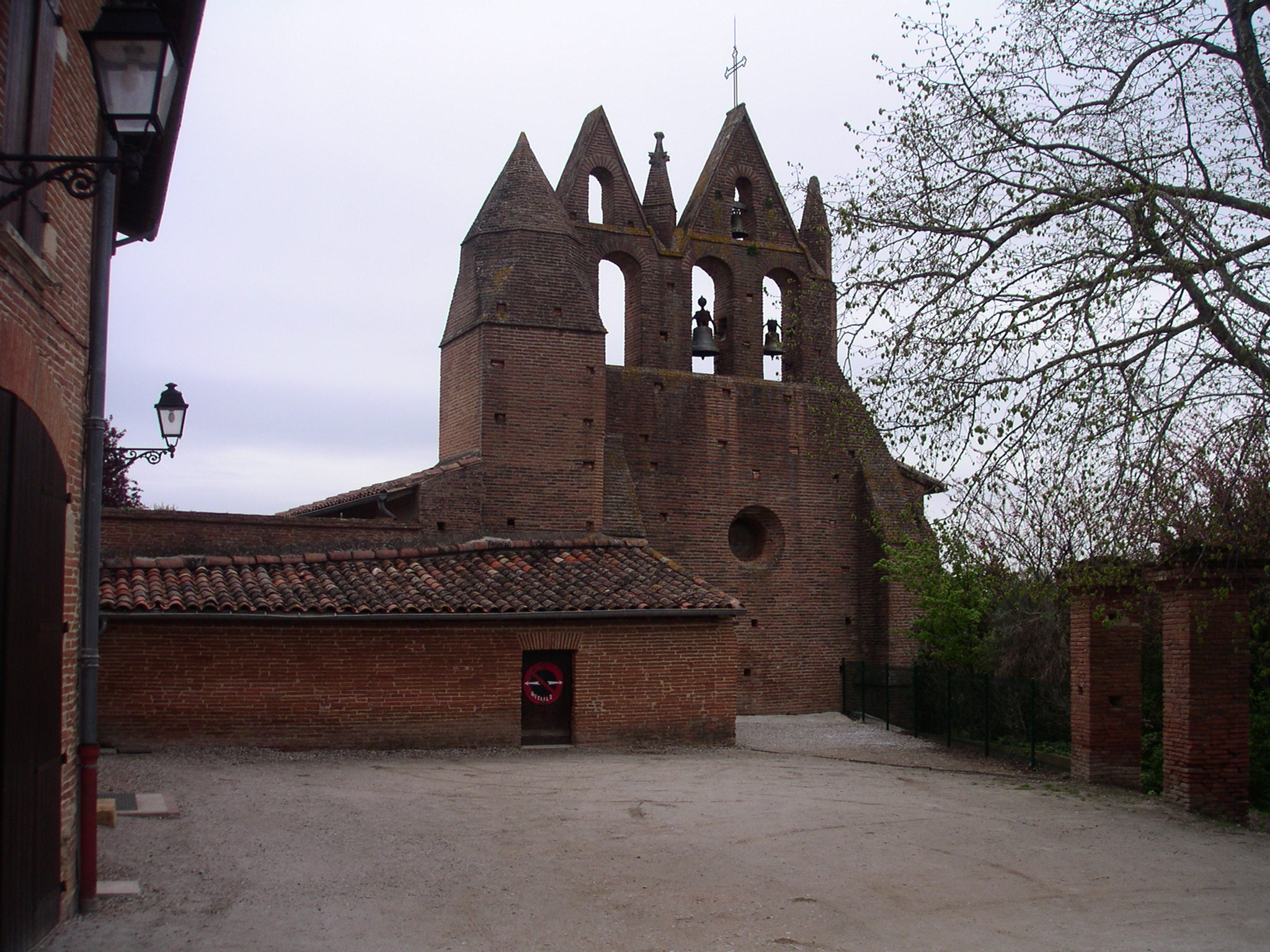
Església amb el campanar típic de la regió